# Tuberorachidion pumilio
Tuberorachidion pumilio är en skalbaggsart som först beskrevs av Pierre Émile Gounelle 1911.  Tuberorachidion pumilio ingår i släktet Tuberorachidion och familjen långhorningar. Inga underarter finns listade i Catalogue of Life.